# Католицизм в Камеруне
Католицизм в Камеруне или Католическая церковь в Камеруне является частью всемирной Католической церкви. Централизованным органом Католической церкви в Камеруне является Конференция католических епископов Камеруна, объединяющая камерунских епископов. Численность католиков в Камеруне составляет около 3,96 миллиона человек (26 % от общей численности населения) .

## История
Территория нынешнего Камеруна стала осваиваться европейцами с конца XV века. Систематическая миссионерская деятельность Католической церкви в Камеруне началась с конца XIX века. 18 марта 1890 года Святой Престол учредил апостольскую префектуру Камеруна. В это время Камерун являлся колонией Германии, поэтому руководство апостольской префектурой было поручено немецким монахам из монашеской конгрегации паллотинцев. 25 октября 1890 года первая группа монахов-паллотинцев под руководством первого префекта апостольской префектуры епископа Генриха Вьета прибыла в Камерун.
В 1905 году апостольская перфектура Камеруна была преобразована в апостольский викариат.
В 1912 году в Камерун прибыли монахи из монашеской конгрегации Священники Святейшего Сердца Иисуса, которым Святой Престол поручил руководить апостольской префектурой Адамауа, в юрисдикцию которой вошли земли севера страны, простиравшиеся до Чада. Работа немецких миссионеров в Камеруне была прервана началом I Мировой войны, после начала которой они были высланы из страны. Немецких миссионеров сменили французские монахи из монашеской конгрегации Святого Духа.
В первой половине XX века Католическая церковь создавала в Камеруне первичные церковные структуры — апостольские префектуры, которые впоследствии преобразовывались в апостольские викариаты. В 1923 году была создана апостольская префектура Буэа (с 1939 года — апостольский викариат). В 1931 году апостольский викариат Камеруна был разделён на две части: апостольский викариат Яунде и апостольский викариат Дуала. В 1947 году была создана апостольская префектура Гаруа (с 1953 года — апостольский викариат). Первичные церковные структуры Католической церкви в Камеруне поручались руководству определённой монашеской конгрегации.
В 1935 году в священника был рукоположен первый камерунец, а в 1955 году впервые епископом был назначен африканец-гражданин Камеруна.
В 1955 году в Яунде была образована митрополия. Первым архиепископом-камерунцем стал в 1961 году Жан-Батист Зоа.
С 1957 года в Камеруне начали работу иезуиты.
Первым нунцием после обретения независимости Камеруном стал архиепископ Луиджи Поджи.
В 1982 году Святым Престолом были учреждены новые митрополии в Баменде, Дуала и Гаруа. В 1994 году епархия Бертуа стала архиепархией.
Римский папа Иоанн Павел II посещал Камерун с пастырскими визитами в 1985 и 1995 годах. В 2009 году Камерун посетил Римский папа Бенедикт XVI.
В 1923 году в Камеруне была создана апостольская префектура Буэа (апостольский викариат с 1939 года).

## Церковная структура
В Камеруне действуют в настоящее время 5 митрополий, 19 епархий и 680 приходов:
- Архиепархия Баменды;
  - Епархия Буэа;
  - Епархия Кумбо;
  - Епархия Мамфе.
- Архиепархия Бертуа;
  - Епархия Батури;
  - Епархия Думэ-Абонг-Мбанга;
  - Епархия Йокадума;
- Архиепархия Дуалы;
  - Епархия Бафусама;
  - Епархия Нконгсамбы;
  - Епархия Эдеа;
  - Епархия Эсеки;
- Архиепархия Гаруа;
  - Епархия Йагуа.
  - Епархия Маруа-Моколо;
  - Епархия Нгаундере;
- Архиепархия Яунде;
  - Епархия Бафиа;
  - Епархия Криби;
  - Епархия Мбальмайо;
  - Епархия Обалы;
  - Епархия Сангмелимы;
  - Епархия Эболовы.

## Источник
- Католическая Энциклопедия, т. 2, М., изд. Францисканцев, 2005 г., стр. 722—723, ISBN 5-89208-054-4
- Бреве Expedit et Romanorum Pontificum, AAS 42 (1950), p. 429  (лат.)
- Бреве Ad universae Ecclesiae, AAS 52 (1960), p. 1000  (лат.)
- Бреве Qui res Africanas, AAS 57 (1965), p. 578  (лат.)
- Бреве Quemadmodum semper, AAS 59 (1967), p. 217  (лат.)